# Місайлово
Міса́йлово (рос. Мисайлово) — присілок у складі Ленінського міського округу Московської області, Росія.

## Населення
Населення — 370 осіб (2010; 344 у 2002).
Національний склад (станом на 2002 рік):
- росіяни — 99 %